# ハルウララ
ハルウララ（欧字名:Haru Urara、1996年2月27日 - ）は、日本の競走馬。生涯成績113戦0勝。1勝も挙げずに負け続けたことで逆に人気を呼んだ。その連敗は日本記録ではなかったものの、「負け組の星」と呼ばれてブームを巻き起こした。

## 経歴

### 誕生・デビュー前
ハルウララは1996年2月27日、北海道三石町歌笛（現・新ひだか町三石歌笛）にある信田牧場で誕生した。場長の信田信義によると、幼少期から小柄で臆病な馬であったという。信田はハルウララをセリ市に上場したが買い手がつかず、信田牧場がみずから所有する形で競走馬となり、高知競馬でないと勝負にならないという理由から、高知競馬場の調教師宗石大に預託した。宗石は、ハルウララを引き受けたのは信田への義理からであったと述べている。入厩当初のハルウララは鞍を装着しようとすると暴れる、腹帯を締めようとすると地面にひっくり返る、運動をさせようとしても動こうとしないなど非常に手のかかる馬であった。宗石はみずからハルウララを装鞍に慣れさせることなどに取り組み、ある程度改善がみられたところで厩務員になったばかりの藤原健祐を担当厩務員に指名した。ハルウララは次第に藤原にだけは懐くようになった。

### 連敗

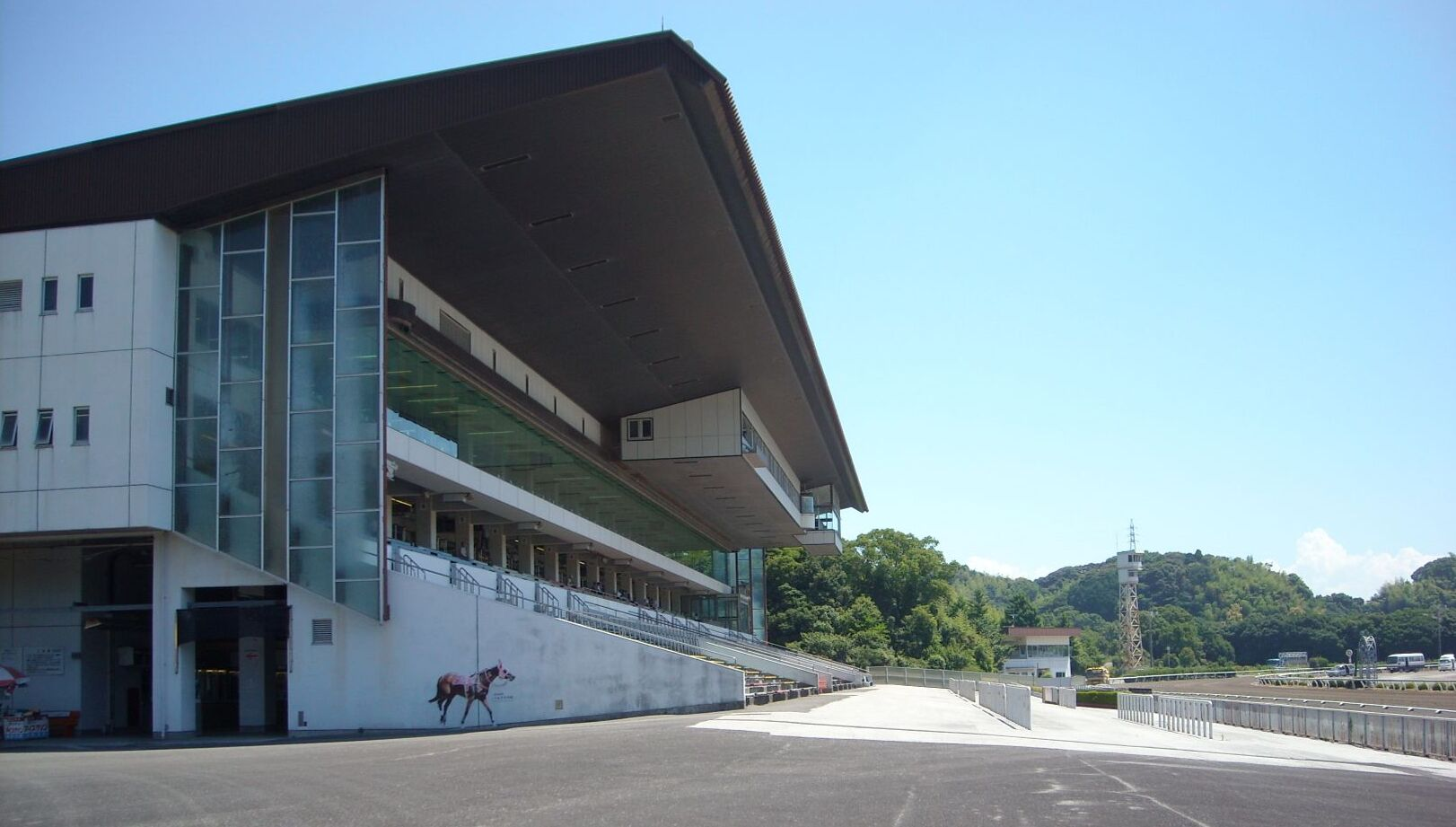
高知競馬場

1998年11月17日に高知競馬の第1競走でデビューするも、5頭立ての5着に敗れた。その後も勝利を挙げることができず、2003年5月末の時点で連敗は87を数えた。この間、ハルウララは、蹄の疾患により1度出走を取りやめた以外はコンスタントに出走を続け、そのペースは年間20回ほどであった。当時は1回出走すると6万円の手当がついたため、ハルウララは1年に120万円ほどの出走手当を稼いだ。宗石によると、馬主に請求する預託料は年間130万円から140万円ほどで、ハルウララが年間15回しか出走することのできない体質であったならば引退を検討していたという。宗石によると、高知競馬場の預託料が日本で最も安かったこともハルウララが現役を長く続けられた要因のひとつであった。ハルウララは蟻洞に罹り蹄が腐ったことがあったが、それでも休むことなくレースに使われた。なお信田牧場は2003年春にハルウララを引退させて乗馬にするプランを宗石に示したが、宗石は臆病なハルウララは乗馬に適さないと判断し、「走れるうちは走らせてやりたい」という意向から横山貴男に馬主を引き継ぐよう要請し、現役を続行させた。

### ハルウララブーム
2003年夏、ハルウララは連敗を続けていたことが話題となり、全国的な人気・知名度を獲得した。ハルウララの連敗に最初に注目したのは、高知競馬場の実況アナウンサー橋口浩二である。橋口には実況にあたり、勝利を挙げたことのない馬について「今日のレースで勝てば、これがデビューから何戦目での初勝利になる」ということを調べてから臨む習慣があり、60連敗を超えたころからハルウララに注目し始めた。やがて「ハルウララを日本のジッピーチッピーとして売り出せば、高知競馬も少しは盛り上がるんじゃないか」と思い、周囲にハルウララのことを言い広めるようになった。
高知新聞の記者石井研は橋口から話を聞き、「記者の本能でネタになると思い」、取材を開始した。2003年6月13日、同新聞夕刊社会面にハルウララに関する記事が「1回ぐらい、勝とうな」という見出しで掲載された。この報道を目にした、高知県競馬組合（高知競馬の主催者）の職員吉田昌史（広報担当）は高知競馬が財政状況の悪化から廃止の危機に瀕していた状況に鑑み、「何でもいい。人目を引くことをしないと」という思いから、高知県競馬組合管理者の前田英博の許可を得て、ハルウララに関する広報資料をマスコミ各社に送付した。その結果、7月23日付の毎日新聞全国版に記事が掲載され、さらに毎日新聞の記事が同日放送のフジテレビのテレビ番組『情報プレゼンター とくダネ!』で大きく取り上げられた。この日を境にハルウララはさまざまなメディアによって取り上げられるようになり、7月末に東京新聞が「リストラ時代の対抗馬」と評したのを皮切りに「負け組の星」として全国的な人気・知名度を獲得。ハルウララの単勝馬券を「リストラ防止になる」「当たらないから交通安全のお守りになる」という理由で買う者が多く現れた（なお、同じ趣旨でブラッシングの際に抜けたたてがみや尻尾の毛が入ったお守りも発売されたが、動物虐待ではないかと批判を浴びて販売中止となり、ヒノキ材でつくった絵馬に切り替えられた）。
連敗記録に世間の関心が集まったことについて宗石は、知人の9割が「勝ったらダメ」と言うとしつつ、「取材の方が来るようになって、以前より、より一層勝ちたいと思うようになった」と述べた。また、「すべてを犠牲にしても、次のレースでとにかく『勝つ』」ための調教が行えないのかという問いに対しては、「やろうと思えば出来る」とした上で「それをやったら、1勝はできるかもしれんけど、故障する。ぼくは勝つために馬を故障させるような調教はしたくないんです」と答えた。厩務員の藤原は「ハルウララが「勝つ」馬を差し置いて高知競馬の人気者になるのは、やはり複雑な気がする」と述べ、「連敗記録が話題になってるけど、僕は勝ってほしいです、一度でいいから」「ぼくらはやっぱり、馬に勝ってほしくて世話をしているわけだから」と述べた。一方、信田牧場の信田義久は、｢競走馬は勝つことで評価を得る世界。生産牧場としても負け続ける馬を生産したとしか評価は受けない」と述べ、「うれしくもない。高知競馬存続のための話題づくりに過ぎないのでは」と冷めた反応を見せた。信田は、「ウララが負け続けていることを大きく報道されればされるほど、ヒロインの仔は高値じゃ売れなくなる。『どうせ走らないんだから』と足元を見られる」とも語り、ブームに沸く人々に対し、「自分の懐が痛まなきゃ、何でもいえるわな」という言葉を投げかけた。
12月14日、100連敗を達成したレースが行われた当日は4年ぶりに5000人を超える観客（5074人）が高知競馬場に入場し、33社、約120人の報道陣が取材に訪れた。ハルウララの単勝馬券の売上額は、1つのレースにおける単勝馬券売上額としては高知競馬場史上最高額となる301万円にのぼった。レース後にはセレモニーが執り行われ、感謝状とニンジンで作った首飾りがハルウララに贈呈された。レース後には宗石による記者会見も行われ、その席で宗石はハルウララについて「まっこと、またかった（本当に弱かった）」と評し、その魅力について「競走馬としては常に一生懸命走るところだが、単に動物して捉えた場合、正直なところない。プロが見れば10人が10人とも魅力はないと答えると思う」とコメントした。
翌2004年3月22日、106戦目のレースでは中央競馬のトップ騎手武豊が騎乗して出走することとなり、大きな注目を集めた。武は面白そうだなという思いから「僕が地方競馬の助けになるなら」と軽い気持ちで騎乗オファーを引き受けたという。当日の入場者数（1万3000人）、1つのレース（ハルウララ出走レース）の馬券売上額（5億1163万円）、1日の総馬券売上額（8億6904万円）はいずれも高知競馬史上最高記録を更新、ハルウララの単勝馬券だけで1億2175万円の売り上げを記録し、関連グッズの売り上げ額はおよそ1000万円にのぼった。
入場者数の多さに対応するため高知競馬場は史上初となる入場制限を行い、ハルウララの馬券を購入するファンのために専用窓口を設置した（待ち時間は7時間近くに及んだ）。レースの結果は11頭立ての10着に終わり、連敗記録を106に伸ばすこととなったが、レース後武豊は通常勝ち馬が行う「ウイニングラン」（ゴール後、馬場を1周すること）を行った。ハルウララが出走したレースを生中継した毎日放送のテレビ番組『ちちんぷいぷい』の瞬間最高視聴率は19.9%、平均視聴率は平日における同番組史上最高となる12.2%を記録した。
なお、武豊はこの日の2週間前、過熱するハルウララブームについて、「あまりにも異常な騒がれ方で、正直なところ辟易としています」、「生涯で一度も勝ったことがない馬が、ＧＩレースを勝った馬達よりも注目を集める対象になるというのはどうにも理解し難いものがあります」とブログに綴っており、「競馬の本質を離れた大騒ぎ」が繰り広げられていることに対して嫌気が差し、怒りすら覚えていた。しかしレース当日、高知競馬場を埋め尽くす1万3000人もの観客が目を輝かせて応援するさまを見て怒りが消え、「一度、乗ってみたい」という当初の気持ちに立ち戻ることができた。そして、「あぁ、こういうスターがいてもいいんだ」と思ったという。レース後武はハルウララについて、「『強い馬が、強い勝ち方をすることに、競馬の真の面白さがある』と僕は思っています。この気持はこれからも変わることはありません。しかし、高知競馬場にあれだけのファンを呼び、日本全国に狂騒曲を掻き鳴らした彼女は、間違いなく"名馬"と呼んでもいいと思います」、「奇跡は起きませんでした。彼女に勝ちの味を教えてあげられなかったことには悔しさも感じています。けれども、彼女は間違いなく、ファンの心を大きく揺り動かしたスターでした」と評した。ハルウララ・ブームの賛否について「高知競馬が生き残ることがすべてで、僕はそのために行動した。そこを批判するのは、『黙って潰れてください』と同義だから」（ブームを仕掛けた事になんの後悔もしていない）と語った橋口にとって、長らく唯一の心残りが何ひとつメリットのない武を巻き込んだ事であった。後年行われた高知競馬のイベントにて、橋口より直接詫びを伝えられた武は「僕が乗ることで競馬に興味がない人たちが競馬に目を向けた。これは僕にとってもすごくありがたいことなんです」と語っている。
5月23日、ハルウララは出走したレースで2着に敗れた。これにより連敗は109となり、グレースアンバーが記録した108連敗を抜きハクホークイン（161連敗）に次ぐ当時日本歴代2位の記録と報じられた。ただし実際には、その時点でハルウララを超える連敗を記録していた馬はハクホークイン以外にも存在する。また最多連敗記録はその後もたびたび更新されている。
8月3日、高知競馬所属の半妹ミツイシフラワー、兵庫競馬所属の半弟オノゾミドオリとの対決が実現（結果は10頭中5着）。このレースの馬券は全国の地方競馬場で発売され、ハルウララの出走レースだけで（高知競馬における日曜日の1日売上額の平均を上回る）約7900万円の売上を記録した。レース後関係者が記者会見を開き、翌2005年3月をもって競走馬を引退させると発表した。

### 馬主の手で栃木県へ移送される
2004年9月15日、同年3月に横山貴男から無償でハルウララを譲渡され実質的な馬主となっていた安西美穂子の手によって、ハルウララは栃木県黒磯市にある那須トレーニングファームへ移送された。
移送に至る経緯や移送当日のやり取りについては、宗石と安西との間で主張に食い違いがある。宗石は、引退レースを勝たせるための体力づくりをさせたいと主張する安西サイドと「高知競馬の僕らの手の中で出走させ、ファンの皆さんに姿を見せ、その中でチャンスがあれば勝つ」という方針を抱く自身との間で以前から対立があり話し合いの最中であったが、9月15日午前に馬運車とともに安西が現れ、約2時間の押し問答の末、安西側の人間に「おまえの考えはどうでもいい、馬を出すのはオーナーの勝手だ」、「警察を呼ぶぞ」などと言われ移送に合意せざるを得なかったと主張している。一方安西は、当時撮影中の映画『ハルウララ』への出演と引き換えに9月13日以降に放牧に出すことについて高知県競馬組合管理者の前田英博との間で合意が成立しており、宗石も「投げやりな言い方だったが、『好きにしてください』と言っていた」と述べ、同意は得ており突然の移送ではなかったと主張した。なお、日本経済新聞記者の野元賢一は移送に関し合意があったかについて、「競走馬の移動の際に携行すべき『健康手帳』は、移送後も宗石調教師の手元にあり、後日に黒磯へ郵送された。必要な書類の受け渡しもない移送を、安西は『合意の上』と主張している」と指摘している。
安西は移送の理由について、「休養させ、いい状態で勝たせてあげたい」ことにあると述べ、宗石が「いろいろなしがらみがあり、仕事を背負い込んでいて、ゆとりがない状態だった」と主張して移送を正当化した。安西はみずからが運営するホームページにおいても「ハルウララには慢性的な疲労が蓄積しており、中長期的に休ませることが必要」と主張、さらに栃木県で行った血液検査の結果、白血球値が高いことや肝機能の低下が判明したとして、「高知競馬で走らせていれば競走生命が失われていた」、「回復まで中・長期の療養が必要」と述べた。ただし、移送後ハルウララに関するシンポジウムを開催したファンのひとりは、血液検査を行った獣医師から「2回目の検査が終わった後、『馬は元気なので高知に返すべき』と進言した」という証言を得たと主張している。
高知新聞の記者石井研は安西の一連の行動について、安西が3月にハルウララの商標登録を出願したこと、8月にハルウララのグッズの権利を巡り高知競馬側に内容証明書を送り付けた事実、さらにハルウララのオーナー会員を募り、「引退までは月会費をニンジン代に使うと金を集めておきながら、財務内容は出資者にも明らかにしていない」事実を示したうえで、以下のように述べている。

### 高知へ戻ることなく引退
2005年1月3日、宗石と安西が話し合いを行い、宗石がハルウララの健康状態をチェックし、出走可能かどうか判断した上で同月中に高知へ戻すことで合意した。翌4日、宗石と安西は栃木県内で記者会見を開き、1月中にハルウララを高知へ戻すこと、体調を見ながら予定通り3月に引退レースを行う予定であると発表した。しかし、2月になって安西は体調の回復が遅れていることを理由に復帰延期を発表。結局そのままレースに復帰することなく、2006年10月にハルウララは競走馬登録を抹消された（NARが関係者に対して行った現役続行の意思確認に対し返答がなかったため）。
この間、安西は2005年6月に森田健作を応援団長とするプロジェクト「ウララ1勝プロジェクト」を立ち上げ、同月中にハルウララを高知へ戻し2005年中に引退することを発表したり、同年10月に森田を発起人とする「ハルウララ基金」（引退後のハルウララが地方競馬を巡業するための寄付金を募るプロジェクト）の設立を発表するなどしたが、いずれも実現しなかった。なお、ハルウララが移送された「那須トレーニングファーム」場長の広田修司は「高知競馬クラスなら勝たないとおかしいレベルまで仕上げた」ものの馬主サイドは「レースに復帰させず、突然どこかに持って行ってしまった」、「人間の都合で愛玩動物のように扱われ、可哀相」と述べている(週刊新潮 2008)。
最終的な成績は113戦0勝（2着5回、3着7回）であった。

### 引退後
2006年10月、安西は千葉県勝浦市の保養施設にて「ホースセラピー開校記念パーティー」を開催し、11月に引退競走馬の再利用促進とセラピー活動を実施するためのNPO法人「おうちへ帰ろうクラブ」（代表安西美穂子）の設立を申請した（2007年10月認証、2013年8月解散）。安西はハルウララをセラピーのために使役していたとされるが、安西からセラピーを教育に活用するよう提案され実際にセラピーに接したという勝浦市の教育長は「ただ、ハルウララを見て触っただけという印象」とコメントしている(週刊新潮 2008)。
2009年夏、ハルウララは安西の意向により繁殖牝馬となるべく北海道新ひだか町の牧場に移送された。ディープインパクトとの交配計画が報道され、安西が週刊新潮の取材に対し、「知り合いの調教師などから話があって計画が動いた。ディープインパクトが繋養されている社台スタリオンステーションから9月以前に内諾を得た」、種付け料が900万と高額で、私個人にはとても出せない。小額のファンドを募ってみんなの夢に繋がればいいなあとも考えている」と、募金を検討中であるとコメントしたこともあった(週刊新潮 2009)。交配計画に関しては、ディープインパクトのほかにステイゴールドとの交配も検討されていたというが、最終的には繁殖生活には入らなかった。その後長期にわたり、生死さえ明らかではなくなった。
2012年12月頃（あるいは2013年4月頃）、安西サイドは千葉県御宿町にあるマーサファームにハルウララを預託した。同牧場の関係者によると、受け入れてから半年ほどで預託料は支払われなくなり、安西が牧場に姿を見せることもなくなった。その後2014年2月にハルウララの所有権は放棄され、マーサファーム側（ハルウララの余生を支援する「春うららの会」）に移った。2018年夏には、御宿町出身で帰省のたびにマーサファームに寄ってハルウララに餌を与えていた木更津警察署の警部補の発案で木更津署の夏の交通安全啓発ポスターに起用され、8月22日に繋養されているマーサファームでハルウララに署長感謝状とニンジン約600キロが贈呈された。また、2021年にスマートフォン向けゲームアプリ『ウマ娘 プリティーダービー』（同作内でハルウララをモチーフ元としたキャラクターが登場する）がリリースされてからは見学者が増加しているという。2025年6月26日より『ウマ娘』英語版がリリースされると海外からもハルウララが注目され、引退した馬に生の牧草をプレゼントするクラウドギフティング「生牧草バンク」にハルウララ宛の支援が殺到するようになる。

## 競走成績
以下の内容は、netkeiba.com、地方競馬情報サイトの内容による。
| 競走日     | 競馬場 | 競走名                         | 格    | 距離（馬場）  | 頭数 | 枠番 | 馬番 | 人気 | 着順 | タイム | 着差 | 騎手     | 斤量[kg] | 1着馬              |
| ---------- | ------ | ------------------------------ | ----- | ------------- | ---- | ---- | ---- | ---- | ---- | ------ | ---- | -------- | -------- | ------------------ |
| 1998.11.17 | 高知   | 3才3                           |       | ダ1000m（重） | 5    | 3    | 3    | 3人  | 05着 | 1:09.2 | 3.4  | 古川文貴 | 53       | ギャロップスキー   |
| 0000.12.13 | 高知   | 3才4                           |       | ダ1000m（稍） | 6    | 1    | 1    | 6人  | 05着 | 1:07.5 | 2.3  | 古川文貴 | 53       | イージークイン     |
| 0000.12.31 | 高知   | 3才4                           |       | ダ1000m（良） | 6    | 5    | 5    | 5人  | 06着 | 1:08.7 | 3.4  | 徳留五月 | 53       | イージーキング     |
| 1999.01.10 | 高知   | 4才4                           |       | ダ1300m（良） | 7    | 4    | 4    | 7人  | 05着 | 1:31.9 | 2.8  | 徳留五月 | 53       | スイートキング     |
| 0000.01.30 | 高知   | 4才4                           |       | ダ1300m（稍） | 9    | 3    | 3    | 7人  | 06着 | 1:32.9 | 2.9  | 徳留五月 | 53       | ハリマイチモンジ   |
| 0000.02.13 | 高知   | 4才4                           |       | ダ1300m（稍） | 9    | 6    | 6    | 4人  | 04着 | 1:29.9 | 1.1  | 徳留五月 | 53       | マルチイルセタ     |
| 0000.02.27 | 高知   | 4才4                           |       | ダ1300m（不） | 8    | 5    | 5    | 2人  | 03着 | 1:27.4 | 0.4  | 徳留康豊 | 54       | トミノシャネル     |
| 0000.03.21 | 高知   | 4才3                           |       | ダ1300m（不） | 10   | 7    | 7    | 8人  | 10着 | 1:27.1 | 2.5  | 山北隆士 | 54       | エブロスフィット   |
| 0000.04.05 | 高知   | 4才4                           |       | ダ1300m（良） | 8    | 1    | 1    | 5人  | 04着 | 1:29.1 | 1.0  | 徳留康豊 | 54       | ニッセイリンデン   |
| 0000.04.19 | 高知   | 4才4                           |       | ダ1300m（不） | 10   | 4    | 4    | 6人  | 04着 | 1:26.6 | 1.1  | 徳留康豊 | 54       | ワイルドクローバー |
| 0000.05.04 | 高知   | 4才4                           |       | ダ1300m（不） | 10   | 8    | 10   | 5人  | 03着 | 1:27.2 | 0.5  | 徳留康豊 | 54       | オダケンハーモニー |
| 0000.05.22 | 高知   | 4才4                           |       | ダ1300m（良） | 10   | 6    | 6    | 1人  | 05着 | 1:29.8 | 0.6  | 古川文貴 | 53       | テンジュノコ       |
| 0000.06.19 | 高知   | 4才4                           |       | ダ1300m（不） | 8    | 6    | 6    | 7人  | 06着 | 1:25.4 | 0.2  | 徳留康豊 | 54       | シルバータッチ     |
| 0000.07.10 | 高知   | 4才4                           |       | ダ1300m（良） | 10   | 1    | 1    | 7人  | 06着 | 1:27.7 | 1.7  | 徳留康豊 | 54       | イージーキング     |
| 0000.08.07 | 高知   | 4才4                           |       | ダ1300m（不） | 10   | 3    | 3    | 8人  | 08着 | 1:27.1 | 2.0  | 徳留康豊 | 54       | カネトシトルーブス |
| 0000.08.28 | 高知   | 4才4                           |       | ダ1300m（良） | 10   | 3    | 3    | 6人  | 06着 | 1:26.7 | 2.6  | 徳留康豊 | 54       | エイシンマローン   |
| 0000.09.06 | 高知   | 4才5                           |       | ダ1300m（不） | 8    | 4    | 4    | 5人  | 05着 | 1:26.5 | 2.0  | 古川文貴 | 53       | ローレルスナイパー |
| 0000.09.20 | 高知   | C6-8                           |       | ダ1300m（不） | 7    | 1    | 1    | 7人  | 07着 | 1:26.8 | 3.1  | 古川文貴 | 53       | ダイコーエンジェル |
| 0000.10.04 | 高知   | C6-8                           |       | ダ1300m（稍） | 8    | 6    | 6    | 2人  | 02着 | 1:27.5 | 0.0  | 今村賢治 | 54       | ポットマンダイナ   |
| 0000.11.02 | 高知   | C6-5                           |       | ダ1300m（不） | 8    | 4    | 4    | 5人  | 06着 | 1:26.5 | 1.5  | 徳留康豊 | 54       | ハナノユーロ       |
| 0000.11.23 | 高知   | C6-6                           |       | ダ1000m（稍） | 8    | 7    | 7    | 6人  | 07着 | 1:06.4 | 1.7  | 今村賢治 | 54       | スナークサンライズ |
| 0000.12.19 | 高知   | C6-7                           |       | ダ1300m（良） | 8    | 4    | 4    | 5人  | 05着 | 1:28.0 | 2.0  | 今村賢治 | 54       | キヨラカスパロー   |
| 0000.12.30 | 高知   | C6-7                           |       | ダ1300m（良） | 10   | 3    | 3    | 5人  | 04着 | 1:28.3 | 0.6  | 今村賢治 | 54       | ブルーウェンブリー |
| 2000.01.16 | 高知   | C6-8                           |       | ダ1300m（不） | 8    | 3    | 3    | 4人  | 07着 | 1:28.5 | 2.2  | 今村賢治 | 55       | セフティーアロー   |
| 0000.02.07 | 高知   | C6-7                           |       | ダ1300m（不） | 8    | 4    | 4    | 7人  | 08着 | 1:27.7 | 3.2  | 宮川浩一 | 52       | カネトシアビリティ |
| 0000.03.18 | 高知   | C6-8                           |       | ダ1300m（稍） | 8    | 8    | 8    | 6人  | 04着 | 1:29.8 | 3.3  | 宮川浩一 | 52       | セフティーアロー   |
| 0000.04.23 | 高知   | C6-7                           |       | ダ1300m（稍） | 8    | 6    | 6    | 7人  | 05着 | 1:27.4 | 2.9  | 宮川浩一 | 52       | カネミズキ         |
| 0000.04.29 | 高知   | C6-2                           |       | ダ1300m（稍） | 9    | 1    | 1    | 5人  | 08着 | 1:28.1 | 4.1  | 宮川浩一 | 52       | ジュディアーバン   |
| 0000.05.14 | 高知   | C6-7                           |       | ダ1300m（良） | 8    | 8    | 8    | 6人  | 07着 | 1:28.3 | 3.3  | 宮川浩一 | 52       | ランドアトラス     |
| 0000.06.12 | 高知   | C6-6                           |       | ダ1300m（不） | 8    | 1    | 1    | 5人  | 07着 | 1:25.6 | 3.6  | 今村賢治 | 55       | バンブーピノ       |
| 0000.07.02 | 高知   | C6-3                           |       | ダ1300m（良） | 10   | 3    | 3    | 5人  | 06着 | 1:26.6 | 4.1  | 今村賢治 | 55       | バンブーピノ       |
| 0000.07.16 | 高知   | C6-3                           |       | ダ1300m（良） | 10   | 1    | 1    | 7人  | 05着 | 1:27.2 | 1.8  | 今村賢治 | 55       | ゴルデントロメオ   |
| 0000.08.07 | 高知   | C6-5                           |       | ダ1300m（良） | 8    | 5    | 5    | 5人  | 04着 | 1:27.6 | 1.6  | 今村賢治 | 55       | ゴルデントロメオ   |
| 0000.08.28 | 高知   | C6-4                           |       | ダ1300m（良） | 8    | 2    | 2    | 3人  | 04着 | 1:28.5 | 2.9  | 宮川浩一 | 52       | ランフォーオール   |
| 0000.09.16 | 高知   | C6-3                           |       | ダ1300m（不） | 10   | 8    | 9    | 5人  | 07着 | 1:25.8 | 3.2  | 宮川浩一 | 52       | ストロングマックス |
| 0000.09.30 | 高知   | C6-3                           |       | ダ1300m（重） | 9    | 1    | 1    | 7人  | 06着 | 1:27.9 | 2.9  | 宮川浩一 | 53       | ストロングマックス |
| 0000.10.16 | 高知   | C6-4                           |       | ダ1300m（良） | 8    | 1    | 1    | 5人  | 06着 | 1:30.0 | 2.0  | 緒方洋介 | 52       | タイキリバティ     |
| 0000.11.04 | 高知   | C6-3                           |       | ダ1300m（重） | 9    | 8    | 9    | 4人  | 07着 | 1:29.3 | 3.6  | 緒方洋介 | 52       | タイキリバティ     |
| 0000.11.26 | 高知   | C6-2                           |       | ダ1300m（稍） | 9    | 6    | 6    | 4人  | 05着 | 1:29.4 | 3.1  | 明神繁正 | 55       | インターシャーク   |
| 0000.12.09 | 高知   | C6-2                           |       | ダ1300m（稍） | 10   | 3    | 3    | 6人  | 08着 | 1:29.9 | 2.7  | 緒方洋介 | 52       | インターシャーク   |
| 0000.12.30 | 高知   | C6-3                           |       | ダ1300m（良） | 9    | 2    | 2    | 4人  | 08着 | 1:31.0 | 2.9  | 古川文貴 | 55       | ゴールデンシェイク |
| 2001.01.22 | 高知   | C6-4                           |       | ダ1300m（重） | 10   | 8    | 9    | 7人  | 10着 | 1:31.1 | 5.6  | 古川文貴 | 55       | コナサンセット     |
| 0000.02.05 | 高知   | C6-6                           |       | ダ1300m（不） | 7    | 6    | 6    | 5人  | 06着 | 1:27.8 | 3.3  | 今村賢治 | 55       | ハマオーカン       |
| 0000.02.25 | 高知   | C6-4                           |       | ダ1300m（良） | 8    | 7    | 7    | 6人  | 05着 | 1:30.8 | 2.9  | 今村賢治 | 55       | エイシンカーリアン |
| 0000.03.11 | 高知   | C6-4                           |       | ダ1300m（良） | 10   | 3    | 3    | 7人  | 08着 | 1:30.3 | 2.6  | 古川文貴 | 55       | イブキサイクル     |
| 0000.04.02 | 高知   | E                              |       | ダ1300m（良） | 10   | 2    | 2    | 9人  | 09着 | 1:30.7 | 3.8  | 緒方洋介 | 52       | トサノビッグ       |
| 0000.04.23 | 高知   | E                              |       | ダ1300m（稍） | 8    | 8    | 8    | 5人  | 08着 | 1:28.9 | 2.9  | 今村賢治 | 55       | トリビューン       |
| 0000.05.05 | 高知   | E                              |       | ダ1300m（稍） | 9    | 2    | 2    | 6人  | 09着 | 1:28.1 | 2.5  | 宮川浩一 | 53       | アサクサタブレット |
| 0000.06.03 | 高知   | E                              |       | ダ1300m（良） | 10   | 8    | 9    | 9人  | 08着 | 1:29.3 | 3.5  | 今村賢治 | 55       | ガンバリーノ       |
| 0000.07.01 | 高知   | E                              |       | ダ1300m（良） | 9    | 1    | 1    | 4人  | 03着 | 1:28.7 | 1.5  | 今村賢治 | 55       | アドバンスムービー |
| 0000.07.15 | 高知   | E                              |       | ダ1300m（重） | 10   | 6    | 6    | 6人  | 09着 | 1:28.8 | 2.3  | 今村賢治 | 55       | サクラアセット     |
| 0000.08.05 | 高知   | E                              |       | ダ1300m（良） | 9    | 1    | 1    | 4人  | 09着 | 1:30.6 | 2.0  | 今村賢治 | 55       | トサギンウィンビー |
| 0000.08.27 | 高知   | E                              |       | ダ1300m（良） | 10   | 8    | 9    | 4人  | 04着 | 1:30.7 | 2.2  | 今村賢治 | 55       | シルクサンシャイン |
| 0000.09.09 | 高知   | E                              |       | ダ1300m（不） | 10   | 1    | 1    | 4人  | 02着 | 1:27.3 | 0.2  | 今村賢治 | 55       | セトブレイヴ       |
| 0000.10.07 | 高知   | E                              |       | ダ1300m（良） | 9    | 5    | 5    | 7人  | 07着 | 1:29.3 | 2.1  | 古川文貴 | 55       | ヴェリイヴェリー   |
| 0000.10.20 | 高知   | E                              |       | ダ1300m（稍） | 9    | 7    | 7    | 6人  | 02着 | 1:28.8 | 0.7  | 今村賢治 | 55       | キヨラカスパロー   |
| 0000.11.05 | 高知   | E                              |       | ダ1300m（重） | 10   | 3    | 3    | 2人  | 08着 | 1:28.5 | 2.2  | 緒方洋介 | 54       | ギネスブック       |
| 0000.11.23 | 高知   | E                              |       | ダ1300m（良） | 10   | 1    | 1    | 7人  | 07着 | 1:31.2 | 2.7  | 古川文貴 | 55       | カイヨウヒート     |
| 0000.12.15 | 高知   | E                              |       | ダ1300m（重） | 10   | 7    | 7    | 7人  | 09着 | 1:29.3 | 2.6  | 古川文貴 | 55       | マイネルガーベ     |
| 0000.12.31 | 高知   | E                              |       | ダ1300m（良） | 10   | 8    | 10   | 5人  | 08着 | 1:31.3 | 1.9  | 宮川浩一 | 53       | フイリングライジン |
| 2002.01.19 | 高知   | E                              |       | ダ1300m（良） | 10   | 6    | 6    | 4人  | 09着 | 1:30.6 | 2.8  | 今村賢治 | 55       | アイノゴールデン   |
| 0000.02.16 | 高知   | E                              |       | ダ1300m（良） | 11   | 1    | 1    | 7人  | 10着 | 1:30.8 | 3.6  | 今村賢治 | 55       | イブキライズアップ |
| 0000.03.09 | 高知   | E                              |       | ダ1300m（稍） | 10   | 7    | 8    | 6人  | 06着 | 1:29.7 | 1.4  | 今村賢治 | 55       | ユウビショップ     |
| 0000.03.30 | 高知   | E                              |       | ダ1300m（重） | 11   | 7    | 9    | 7人  | 08着 | 1:29.0 | 2.3  | 緒方洋介 | 54       | キジョーコダマ     |
| 0000.04.28 | 高知   | E                              |       | ダ1300m（良） | 10   | 6    | 6    | 8人  | 07着 | 1:30.6 | 2.5  | 緒方洋介 | 54       | ラブリージョージ   |
| 0000.05.05 | 高知   | E                              |       | ダ1300m（不） | 9    | 4    | 4    | 8人  | 03着 | 1:26.5 | 0.8  | 緒方洋介 | 54       | ジャストタッチ     |
| 0000.05.13 | 高知   | E                              |       | ダ1300m（稍） | 8    | 3    | 3    | 6人  | 06着 | 1:28.3 | 2.0  | 緒方洋介 | 54       | リメインガッツ     |
| 0000.05.26 | 高知   | E                              |       | ダ1400m（良） | 10   | 7    | 7    | 3人  | 06着 | 1:35.4 | 1.3  | 緒方洋介 | 54       | イーストペガサス   |
| 0000.06.23 | 高知   | E                              |       | ダ1400m（良） | 10   | 7    | 7    | 5人  | 07着 | 1:36.9 | 1.7  | 古川文貴 | 55       | アサヒテーション   |
| 0000.07.22 | 高知   | E                              |       | ダ1400m（良） | 8    | 3    | 3    | 5人  | 04着 | 1:36.6 | 2.2  | 古川文貴 | 55       | エイシンテンピー   |
| 0000.08.12 | 高知   | E                              |       | ダ1300m（重） | 10   | 5    | 5    | 7人  | 02着 | 1:27.2 | 0.3  | 戸梶由則 | 55       | ナムラヒデン       |
| 0000.08.31 | 高知   | E                              |       | ダ1300m（不） | 8    | 5    | 5    | 6人  | 08着 | 1:28.0 | 2.4  | 古川文貴 | 55       | ウイズオネステイ   |
| 0000.09.14 | 高知   | E                              |       | ダ1400m（良） | 9    | 1    | 1    | 8人  | 09着 | 1:38.0 | 3.2  | 戸梶由則 | 55       | トモエムール       |
| 0000.10.13 | 高知   | E                              |       | ダ1400m（良） | 10   | 8    | 10   | 10人 | 07着 | 1:37.2 | 1.9  | 花本正三 | 55       | ハトシェプス       |
| 0000.10.29 | 高知   | E                              |       | ダ1300m（稍） | 9    | 1    | 1    | 4人  | 08着 | 1:31.0 | 2.4  | 上田将司 | 54       | サンエムパピヨン   |
| 0000.11.24 | 高知   | E                              |       | ダ1300m（良） | 9    | 5    | 5    | 8人  | 07着 | 1:30.5 | 1.7  | 戸梶由則 | 55       | バンブービブロス   |
| 0000.12.07 | 高知   | E                              |       | ダ1400m（不） | 8    | 1    | 1    | 3人  | 06着 | 1:35.1 | 1.9  | 上田将司 | 54       | ディバインコール   |
| 0000.12.22 | 高知   | E                              |       | ダ1300m（不） | 9    | 4    | 4    | 4人  | 04着 | 1:28.5 | 0.5  | 上田将司 | 54       | ヒカルサザンクロス |
| 2003.01.01 | 高知   | E                              |       | ダ1400m（良） | 9    | 3    | 3    | 3人  | 05着 | 1:37.5 | 2.6  | 上田将司 | 54       | トウシンコバン     |
| 0000.01.18 | 高知   | E                              |       | ダ1300m（良） | 10   | 4    | 4    | 4人  | 08着 | 1:30.4 | 2.6  | 上田将司 | 53       | クルーヌ           |
| 0000.02.10 | 高知   | E                              |       | ダ1300m（不） | 9    | 7    | 7    | 7人  | 06着 | 1:27.6 | 1.6  | 古川文貴 | 54       | シルクアビリティー |
| 0000.03.01 | 高知   | E                              |       | ダ1300m（不） | 10   | 8    | 9    | 8人  | 07着 | 1:28.8 | 2.6  | 古川文貴 | 54       | マイネルパンセ     |
| 0000.03.10 | 高知   | E（2走目）                     |       | ダ1300m（稍） | 9    | 1    | 1    | 5人  | 06着 | 1:30.0 | 1.9  | 宮川浩一 | 53       | マルタカブリザード |
| 0000.03.17 | 高知   | E                              |       | ダ1400m（不） | 9    | 2    | 2    | 6人  | 07着 | 1:35.9 | 1.4  | 古川文貴 | 54       | カムイフウジン     |
| 0000.04.27 | 高知   | G                              |       | ダ1300m（重） | 9    | 8    | 9    | 6人  | 06着 | 1:29.2 | 1.6  | 上田将司 | 53       | ヘイセイカグラ     |
| 0000.05.10 | 高知   | G                              |       | ダ1300m（稍） | 9    | 7    | 7    | 8人  | 07着 | 1:29.9 | 3.4  | 宮川浩一 | 54       | チタニックオー     |
| 0000.05.17 | 高知   | G                              |       | ダ1300m（重） | 10   | 4    | 4    | 5人  | 04着 | 1:29.1 | 0.5  | 宮川実   | 54       | ワイビーサーフ     |
| 0000.06.07 | 高知   | G-3                            |       | ダ1300m（稍） | 8    | 1    | 1    | 7人  | 06着 | 1:29.2 | 3.4  | 古川文貴 | 54       | マイネルトラスト   |
| 0000.06.21 | 高知   | G-5（2走目）                   | G-5   | ダ1300m（重） | 8    | 5    | 5    | 5人  | 08着 | 1:28.0 | 2.5  | 上田将司 | 53       | ユウギリジョウ     |
| 0000.07.05 | 高知   | G-2                            |       | ダ1300m（重） | 9    | 7    | 7    | 4人  | 08着 | 1:28.5 | 3.5  | 宮川浩一 | 54       | ジョウノジンバラン |
| 0000.07.27 | 高知   | G-2                            |       | ダ1300m（良） | 9    | 8    | 10   | 2人  | 07着 | 1:30.3 | 3.5  | 川江光司 | 54       | マイネルビンテージ |
| 0000.08.10 | 高知   | G-2                            |       | ダ1300m（稍） | 8    | 6    | 6    | 2人  | 05着 | 1:30.0 | 1.0  | 古川文貴 | 54       | ヤマヒサテイオー   |
| 0000.08.24 | 高知   | G-2                            |       | ダ1000m（良） | 9    | 8    | 9    | 3人  | 08着 | 1:07.3 | 1.7  | 古川文貴 | 54       | ミノノトノサマ     |
| 0000.09.07 | 高知   | 頑張れ!!ハルウララ・陽香特別   | G-2   | ダ1300m（良） | 10   | 8    | 10   | 2人  | 09着 | 1:30.5 | 2.6  | 古川文貴 | 54       | コービンスワン     |
| 0000.09.28 | 高知   | ハルウララを応援する重松清特別 | G-2   | ダ1300m（稍） | 8    | 4    | 4    | 2人  | 05着 | 1:30.1 | 1.3  | 古川文貴 | 54       | ターフインフライト |
| 0000.10.13 | 高知   | F-5                            |       | ダ1300m（不） | 8    | 1    | 1    | 1人  | 06着 | 1:28.4 | 2.3  | 緒方洋介 | 54       | コービンスワン     |
| 0000.10.25 | 高知   | 麗（うらら）お誕生日記念       | F-6   | ダ1300m（良） | 8    | 1    | 1    | 2人  | 07着 | 1:32.1 | 2.8  | 上田将司 | 53       | マルタカクラフティ |
| 0000.11.09 | 高知   | おうちへ帰ろうCLUB記念         | F-6   | ダ1300m（重） | 8    | 1    | 1    | 2人  | 03着 | 1:28.8 | 2.3  | 古川文貴 | 54       | ニュースフラッシュ |
| 0000.11.30 | 高知   | ウララの本04年1月刊行決定特別  | F-4   | ダ1300m（不） | 9    | 7    | 7    | 2人  | 03着 | 1:28.3 | 2.0  | 古川文貴 | 54       | ゼンノタカモク     |
| 0000.12.14 | 高知   | ハルウララ100戦記念            | F-4   | ダ1300m（重） | 10   | 5    | 5    | 1人  | 09着 | 1:29.9 | 2.1  | 古川文貴 | 54       | カネコメヒカリ     |
| 2004.01.02 | 高知   | おうちへ帰ろうCLUB記念         | F-5   | ダ1300m（良） | 10   | 1    | 1    | 1人  | 07着 | 1:31.5 | 1.6  | 古川文貴 | 54       | タカノバクシン     |
| 0000.01.11 | 高知   | がんばる高知競馬激励特別       | F-5   | ダ1300m（良） | 10   | 8    | 10   | 3人  | 10着 | 1:31.9 | 3.3  | 古川文貴 | 54       | シーライアント     |
| 0000.02.01 | 高知   | ハルウララ観光功労者表彰特別   | F-9   | ダ1300m（良） | 9    | 7    | 7    | 1人  | 06着 | 1:32.0 | 0.5  | 古川文貴 | 54       | カネトシフリーダム |
| 0000.02.15 | 高知   | 高知をまるごといただき特別     | F-8   | ダ1300m（良） | 11   | 3    | 3    | 3人  | 07着 | 1:32.0 | 1.5  | 古川文貴 | 54       | グラールマイニング |
| 0000.02.29 | 高知   | たっすいがは、いかん!特別      | F-9   | ダ1300m（不） | 11   | 8    | 11   | 1人  | 09着 | 1:29.0 | 2.2  | 古川文貴 | 54       | グラールマイニング |
| 0000.03.22 | 高知   | YSダービージョッキー特別       | F-8   | ダ1300m（不） | 11   | 5    | 5    | 1人  | 10着 | 1:28.6 | 2.2  | 武豊     | 54       | フアストバウンス   |
| 0000.04.18 | 高知   | みんなガンバッテるんだ!特別    | F-8   | ダ1300m（良） | 9    | 6    | 6    | 2人  | 05着 | 1:30.7 | 1.5  | 古川文貴 | 54       | キャニオンタイカン |
| 0000.05.05 | 高知   | 春うらら…あすなろ特別          | F-7   | ダ1300m（重） | 11   | 8    | 11   | 2人  | 06着 | 1:30.3 | 1.3  | 古川文貴 | 54       | スズマサル         |
| 0000.05.23 | 高知   | 『ハルウララ賛歌』発売記念     | F-8   | ダ1300m（稍） | 9    | 5    | 5    | 2人  | 02着 | 1:30.9 | 0.3  | 古川文貴 | 54       | グリンセレサ       |
| 0000.06.13 | 高知   | 彰海深く千代の宙へ特別         | F-7   | ダ1300m（稍） | 10   | 6    | 6    | 1人  | 03着 | 1:30.9 | 1.8  | 古川文貴 | 54       | スズマサル         |
| 0000.06.27 | 高知   | 男の勲章☆ガンバッテるんだ特別  | F-6   | ダ1300m（不） | 9    | 5    | 5    | 1人  | 05着 | 1:28.9 | 1.2  | 古川文貴 | 54       | レインボーシャトル |
| 0000.07.11 | 高知   | URARAサマーレインボー特別      | F-5   | ダ1300m（重） | 10   | 3    | 3    | 2人  | 04着 | 1:29.6 | 0.8  | 古川文貴 | 54       | メニーメモリー     |
| 0000.08.03 | 高知   | ハルウララ・チャレンジC        | C級下 | ダ1300m（重） | 10   | 3    | 3    | 3人  | 05着 | 1:28.9 | 3.7  | 古川文貴 | 53       | オノゾミドオリ     |

## 評価・特徴

### 身体面に関する特徴・評価
デビュー戦における馬体重は397キログラムであり、体格的には小柄な馬である。宗石と藤原は初めてハルウララを見たとき、体が小さいという印象を抱いた。宗石は加えて繋ぎが細いのを見て、「年をとってもそれほど大きくならない」と感じたという。主戦騎手の古川はハルウララについて貧弱と評している。ただし、宗石によると小柄ではあるが丈夫な馬で、蹄の疾患により1度出走を取りやめた以外は休まずに出走し続けた。

### 精神面に関する特徴・評価
宗石と古川、藤原によるとハルウララは臆病な馬であった。さらに藤原は神経質なところがあるとも評したが、宗石によると神経の図太いところもあり、毎日のようにマスコミが厩舎を訪れても食欲が落ちなかったという。さらに宗石によると、普段は臆病だが馬場に出るとなぜかリラックスするという特徴もあった。
宗石によるとハルウララには飽きっぽいところがあり、厩舎の周りを歩かせると2周するまでは素直だが3周目からは「歩きたくない」という態度をとったり、発馬機からスタート練習を1日2回以上やりたがらなかった。

### レースぶりに関する特徴・評価
宗石によると、ハルウララはレースで手を抜くことなく、一所懸命に走っていた。古川も同様の見解を述べている。橋口浩二はレース途中で必ず見せ場を作り、実況で名前を呼ぶ機会があることを根拠に「一所懸命走るんです。勝ちたくて、がんばっているんです」と述べている。古川はハルウララのレースぶりについて、「行けると思ったときに、ピタッと、突然に止まろうとする」「直線に向いたら動かないこともある」とも述べており、その原因について「左の爪に裂蹄を発症し、コーナーで手前を変えると痛いときもある」と述べている。
宗石によると、レースで騎乗した際の古川文貴、遠藤五月による評価は「ハンドルもブレーキも利かない」というものであった。

### 競走馬名
ハルウララという競走馬名は信田牧場に頼まれて調教師の宗石が考案した。宗石によるとはじめは「メリージェーン」にする予定であったが、既に登録されていたことからハルウララに変更した。宗石は「手のかかる馬なのでせめて名前くらいはかわいくてのんびりしたものにしよう、そうすれば少しは馬の性格も変わるかもしれない」と思い、日本放送協会 (NHK) が放送した連続テレビ小説『天うらら』の主人公、川嶋うららからウララをとり、上にハルをつけた。

## 映画
本馬について2本の映画が製作されている。一本目は2005年公開の日本映画で、二本目は2016年公開のアメリカ映画である。

### 『ハルウララ』（2005年）
森川時久監督。主な出演者は渡瀬恒彦、賀来千香子、高知東生、忍成修吾、七海まい。2004年2月末に製作が決定し、同年8月末から9月にかけて高知県内でロケが行われた。2004年12月12日には映画完成を記念して高知競馬場内に常設ギャラリー「ハルウララ・インザムービーギャラリー」がグランドオープン（プレオープンは同年10月11日）し、撮影で使用した小道具やハルウララの等身大模型、馬房のセットなどが展示された。
完成した映画は全国公開の「先行上映」として、2005年4月から高知県内の映画館で上映された。しかし全国公開は実現せず、インターネット上での公開（2007年5月-6月）やDVDの発売（2008年3月、JAN 4560161569205）に留まっている。

### "The Shining Star of Losers Everywhere"（2016年）
"The Shining Star of Losers Everywhere"は、2016年に公開されたアメリカの短編ドキュメンタリー映画で、ハルウララを題材としている。監督はミッキー・ドージェイ（Mickey Duzyj）で、上映時間は19分。
日本では2016年10月に高知大学と高知競馬場で上映会が行われた。上映会のためにつけられた日本語題名は『負け組の星、ハルウララ』。

## テレビ
2025年になって、女優の黒柳徹子がハルウララを『徹子の部屋』にゲストとしてスタジオに招くことをかつて検討したことがあると告白した。スタッフの反対にあい実現しなかったが、進行と番組には欠かせない会話をどう成り立たせるかを問われると、黒柳自身はハルウララと「お話ができると思ったんです」と答えた。

## 関連商品

### CD
- ハルウララの詩（うた）―ただ、ひたすらに― （堀内佳、スターター吉田）※公式応援歌。99戦目のレース実況入り
- ガンバッテるんだ! （嶋大輔）
- YOSAKOIウララ〜ハルウララのテーマ〜 （リストラーズ）
- ハルウララ賛歌 （宮川大助） ※106戦目のレース実況入り
- 春うらら （古田三奈）※発売は2000年だが、ハルウララ人気に便乗して再発された。
- 走れ、ハルウララ / ウララの気持ち （春風えり）

### 書籍
- 走って、負けて、愛されて。－ハルウララ物語 （重松清、平凡社、2004年1月） - ISBN 4582824439
- 高知競馬のハルウララ （吉川良、源草社、2004年1月） - ISBN 4906668356
- またも負けたか100連敗－負けるが勝ち！ハルウララ物語 （岡本弘、アスク、2004年2月） - ISBN 4901681206
- 1回ばぁ、勝とうな－ハルウララから学ぶこと （菊池俊、日本エディターズ、2004年3月） - ISBN 4930787351
- 土佐の高知はハルウララ （櫻井忍・文、岩合光昭・写真、オーエス出版、2004年4月） - ISBN 4757302266
- ハルウララ POSTCARDBOOK （岩合光昭・写真、オーエス出版、2004年4月） - ISBN 4757302274
- ハルウララ （那須田稔・文、小坂茂・絵、ひくまの出版、2004年5月） - ISBN 4893173227
- ありがとうのたま－ハルウララ物語 （芝風太・文、川口正彦・絵、リピート山中・歌、アスク、2004年8月） - ISBN 4901681249

### グッズ
Tシャツ、帽子、キーホルダー、マグカップ、タペストリー、バッジ、ぬいぐるみ（ハローキティが乗ったものや数量限定の特大ぬいぐるみがある）、米（全農高知県本部とパールライスこうちが発売した「ハルウララ米」）、焼酎（宝酒造が発売した「ハルウララ焼酎」。ボトルにハルウララの写真が使用されている）、写真付き駅入場券（JR四国が2004年3月から5月にかけて発売）、切手シート（日本郵政公社とサポートKRA（高知競馬の関連団体）が共同で発売）、お守り（ブラッシングの際に抜けたたてがみや尻尾の毛が入ったものであったが、前述のように動物虐待ではないかと批判を浴びて販売中止となり、ヒノキ材でつくった絵馬に切り替えられた）がある。
非売品としては、高知県交通安全協会が会員向けに製作した交通安全のステッカー、トリンプが発表した、素材の一部にハルウララの毛を使用したブラジャー「トリンプ頑張れ！ハルウララブラ」がある。

## 血統

### 血統表
| ハルウララの血統              | ハルウララの血統                                        | ハルウララの血統                                        | （血統表の出典）                                        | （血統表の出典） |
| 父系                          | リファール系                                            | リファール系                                            | リファール系                                            | [ § 2 ]          |
| 父 ニッポーテイオー 1983 鹿毛 | 父の父*リイフォー Lypheor 1975 黒鹿毛                   | Lyphard                                                 | Northern Dancer                                         | Northern Dancer  |
| 父 ニッポーテイオー 1983 鹿毛 | 父の父*リイフォー Lypheor 1975 黒鹿毛                   | Lyphard                                                 | Goofed                                                  |                  |
| 父 ニッポーテイオー 1983 鹿毛 | 父の父*リイフォー Lypheor 1975 黒鹿毛                   | Klaizia                                                 | Sing Sing                                               | Sing Sing        |
| 父 ニッポーテイオー 1983 鹿毛 | 父の父*リイフォー Lypheor 1975 黒鹿毛                   | Klaizia                                                 | Klainia                                                 |                  |
| 父 ニッポーテイオー 1983 鹿毛 | 父の母チヨダマサコ 1977 鹿毛                            | *ラバージョン Lover John                                | Damascus                                                | Damascus         |
| 父 ニッポーテイオー 1983 鹿毛 | 父の母チヨダマサコ 1977 鹿毛                            | *ラバージョン Lover John                                | Evening Primrose                                        |                  |
| 父 ニッポーテイオー 1983 鹿毛 | 父の母チヨダマサコ 1977 鹿毛                            | ミスオーハヤブサ                                        | *パーソロン                                             | *パーソロン      |
| 父 ニッポーテイオー 1983 鹿毛 | 父の母チヨダマサコ 1977 鹿毛                            | ミスオーハヤブサ                                        | ワールドハヤブサ                                        |                  |
| 母 ヒロイン 1991 鹿毛         | 母の父*ラッキーソブリン Lucky Sovereign 1974 鹿毛       | Nijinsky                                                | Northern Dancer                                         | Northern Dancer  |
| 母 ヒロイン 1991 鹿毛         | 母の父*ラッキーソブリン Lucky Sovereign 1974 鹿毛       | Nijinsky                                                | Flaming Page                                            |                  |
| 母 ヒロイン 1991 鹿毛         | 母の父*ラッキーソブリン Lucky Sovereign 1974 鹿毛       | Sovereign                                               | Pardao                                                  | Pardao           |
| 母 ヒロイン 1991 鹿毛         | 母の父*ラッキーソブリン Lucky Sovereign 1974 鹿毛       | Sovereign                                               | Urshalim                                                |                  |
| 母 ヒロイン 1991 鹿毛         | 母の母ピアレスレデイ 1979 鹿毛                          | *テスコボーイ Tesco Boy                                 | Princely Gift                                           | Princely Gift    |
| 母 ヒロイン 1991 鹿毛         | 母の母ピアレスレデイ 1979 鹿毛                          | *テスコボーイ Tesco Boy                                 | Suncourt                                                |                  |
| 母 ヒロイン 1991 鹿毛         | 母の母ピアレスレデイ 1979 鹿毛                          | イーストサイド                                          | *パーソロン                                             | *パーソロン      |
| 母 ヒロイン 1991 鹿毛         | 母の母ピアレスレデイ 1979 鹿毛                          | イーストサイド                                          | ミスハクリユウ F-No.12                                  |                  |
| 母系(F-No.)                   | 12号族(FN:12)                                           | 12号族(FN:12)                                           | 12号族(FN:12)                                           | [ § 3 ]          |
| 5代内の近親交配               | Northern Dancer4×4、パーソロン4×4、Nasrullah5×5（母内） | Northern Dancer4×4、パーソロン4×4、Nasrullah5×5（母内） | Northern Dancer4×4、パーソロン4×4、Nasrullah5×5（母内） | [ § 4 ]          |
| 出典                          | 1. 2. 3. 4.                                             | 1. 2. 3. 4.                                             | 1. 2. 3. 4.                                             | 1. 2. 3. 4.      |

両親ともビユーチフルドリーマー系。ただし、父は種義〜オーハヤブサの流れ、母は第三ビユーチフルドリーマー〜オールスクエーアの流れであり、血統的にはかなり遠い。
母は中央競馬で11戦0勝。本馬同様390kg台の馬格に欠ける馬だった。ハルウララは初仔にあたる。弟や妹も小柄なものが多い。

### 近親
- ミヤビランベリ （アルゼンチン共和国杯、目黒記念、七夕賞2回） - いとこ （母ヒロインの半妹・アステオンの産駒）
- ニホンピロラック （東京障害特別（秋）、札幌日刊スポーツ杯、クリスマスステークス） - 叔父 （母ヒロインの全兄）
- モガミチャンピオン （カブトヤマ記念） - 大叔父 （祖母ピアレスレディの半弟）

## その他の連敗馬

### 日本国内
ハルウララの連敗記録は、2004年5月の109連敗の時点でハクホークインの通算161連敗に次ぐ日本歴代2位の記録と報道された。しかし実際にはハクホークインに加えて、1949年-1952年に通算159戦0勝だったサシカタ、1997年-2001年に通算114戦0勝だったアマノカワ、1951年-1953年に通算111戦0勝だったトキツバキ、1997年-2001年に通算110戦0勝だったエンジェルカーンなど、ハルウララより先に109連敗以上を記録した馬が複数存在する。またハルウララ以後にハクホークインやハルウララを超える連敗を記録した馬も多数確認できる。
| 連敗 記録 | 馬名 (種)                   | 性 | 最終 所属 | 生年   | 最終 出走年 | 通算成績 | 通算成績 | 備考 |
| 連敗 記録 | 馬名 (種)                   | 性 | 最終 所属 | 生年   | 最終 出走年 | 出走     | 勝       | 備考 |
| --------- | --------------------------- | -- | --------- | ------ | ----------- | -------- | -------- | --- |
| 229連敗   | ダンスセイバー              | 牝 | 門別      | 2011年 | 2021年      | 229戦    | 0勝      | 日本最長連敗記録保持馬とされる / 「ハルウララより勝てない馬」 / ブライダルダンサーと同馬主同厩舎、キングテースト・トサノカオリ・ライデンエンパイヤと同厩舎                                                                        |
| 222連敗   | アタリ                      | 牡 | 名古屋    | 2001年 | 2012年      | 261戦    | 3勝      | 39戦目に3勝目を挙げて以降222連敗 / ヒミコウインクと同厩舎 |
| 199連敗   | コスモレグノ                | 牡 | 名古屋    | 2011年 | 2019年      | 214戦    | 3勝      | 15戦目に3勝目を挙げて以降199連敗 / ビートマグナム・アルファトミー・キサナドゥーと同馬主同厩舎、モエレラグジー・ハイフレンドバトル・サウスウィズダム・ダイワアンデス・マカロン・オースティンと同馬主                               |
| 198連敗   | ナミノハナ                  | 牝 | 高知      | 2016年 | 2025年      | 198戦    | 0勝      | うち中央5戦0勝 / ジュエリーキッスと同厩舎 |
| 193連敗   | ビートマグナム              | 騸 | 名古屋    | 2010年 | 2019年      | 213戦    | 6勝      | 20戦目に6勝目を挙げて以降193連敗 / コスモレグノ・アルファトミー・キサナドゥーと同馬主同厩舎、モエレラグジー・ハイフレンドバトル・サウスウィズダム・ダイワアンデス・マカロン・オースティンと同馬主                                 |
| 192連敗   | キーモーション              | 牝 | 笠松      | 2000年 | 2011年      | 224戦    | 2勝      | 32戦目に2勝目を挙げて以降192連敗 |
| 192連敗   | マイネアトリーチェ          | 牝 | 笠松      | 2003年 | 2012年      | 192戦    | 0勝      | うち中央6戦0勝 / 元・日本最長連敗記録保持馬とされる / 「ハルウララ超え」 / ナイキアンジェラ・ダイワアンデスと同厩舎 |
| 189連敗   | スピードオーバー            | 牡 | 高知      | 2008年 | 2015年      | 189戦    | 0勝      | アイオライト・キャニオンノーブル・ミックスモーションと同厩舎 |
| 183連敗   | ドレスアフェアー            | 牡 | 高知      | 2007年 | 2018年      | 274戦    | 6勝      | 9戦目に2勝目を挙げてから193戦目に3勝目を挙げるまで183連敗 / 中央競馬で新馬勝ち |
| 179連敗   | カンムリホルダー            | 牝 | 園田      | 2001年 | 2010年      | 179戦    | 0勝      | 元・日本最長連敗記録保持馬とされる / オウカヒメと同厩舎 |
| 169連敗   | ゴールドカープ              | 牡 | 笠松      | 2000年 | 2009年      | 175戦    | 1勝      | 6戦目に初勝利を挙げて以降169連敗 / アイエスリリーと同厩舎 |
| 166連敗   | シャインリーズン            | 騸 | 水沢      | 2001年 | 2009年      | 194戦    | 1勝      | 28戦目に初勝利を挙げて以降166連敗 |
| 166連敗   | ナイキアンジェラ            | 牝 | 笠松      | 2003年 | 2016年      | 231戦    | 5勝      | 65戦目に5勝目を挙げて以降166連敗 / フィールドイレブンと同馬主、マイネアトリーチェ・ダイワアンデスと同厩舎 |
| 165連敗   | エリザベスクィーン          | 牝 | 西脇      | 2001年 | 2008年      | 176戦    | 1勝      | 元・日本最長連敗記録保持馬とされる / 新記録達成後の166戦目に初勝利 / 「ハルウララ超え」 |
| 164連敗   | オーサンツヨシ              | 牝 | 名古屋    | 2001年 | 2010年      | 164戦    | 0勝      | ヒカルアヤノヒメと同厩舎 |
| 163連敗   | マヤフェアリー              | 牝 | 水沢      | 1999年 | 2010年      | 278戦    | 3勝      | 115戦目に3勝目を挙げて以降163連敗 |
| 161連敗   | ハクホークイン              | 牝 | 浦和      | 1984年 | 1992年      | 161戦    | 0勝      | 元・日本最長連敗記録保持馬とされる / ツルマルダイオーと同厩舎 |
| 161連敗   | エンゼルティアラ            | 牝 | 荒尾      | 1999年 | 2011年      | 240戦    | 1勝      | 79戦目に初勝利を挙げて以降161連敗 / コウジンソワカと同厩舎 |
| 161連敗   | シルクスナイパー            | 騸 | 西脇      | 2003年 | 2018年      | 240戦    | 9勝      | 79戦目に9勝目を挙げて以降161連敗 |
| 159連敗   | サシカタ (アラ系)           | 牝 | 国営      | 1946年 | 1952年      | 159戦    | 0勝      | 国営競馬（後の中央競馬）の最多出走・最多連敗記録保持馬とされる / アラブ賞金女王ヒカサクィーンの曾祖母（父の母の母） |
| 158連敗   | キングテースト              | 牝 | 門別      | 2004年 | 2018年      | 247戦    | 6勝      | 89戦目に6勝目を挙げて以降158連敗 / ダンスセイバー・ブライダルダンサー・トサノカオリ・ライデンエンパイヤと同厩舎 |
| 157連敗   | ジュエリーキッス            | 牝 | 高知      | 2008年 | 2020年      | 289戦    | 8勝      | 132戦目に8勝目を挙げて以降157連敗 / ナミノハナと同厩舎 |
| 155連敗   | マチカネヒカル              | 騸 | 水沢      | 2003年 | 2013年      | 201戦    | 5勝      | 32戦目に3勝目を挙げてから188戦目に4勝目を挙げるまで155連敗 |
| 154連敗   | キクノダフネ (アラブ)       | 牝 | 名古屋    | 1997年 | 2006年      | 205戦    | 2勝      | 51戦目に2勝目を挙げて以降154連敗 |
| 154連敗   | セイウンカラット            | 牡 | 名古屋    | 1999年 | 2009年      | 154戦    | 0勝      | うち中央13戦0勝 / クロックマダムと同厩舎 |
| 154連敗   | リージュ                    | 牡 | 名古屋    | 2012年 | 2021年      | 183戦    | 7勝      | 29戦目に7勝目を挙げて以降154連敗 / チーフコンダクター・ウインイルソーレと同厩舎 |
| 151連敗   | ミヤマリージェント          | 牡 | 高知      | 1999年 | 2014年      | 329戦    | 13勝     | 178戦目に13勝目を挙げて以降151連敗 / 「ハルウララ超え」 |
| 150連敗   | スイートハーモニー (アラブ) | 牝 | 高知      | 1998年 | 2009年      | 241戦    | 4勝      | 41戦目に2勝目を挙げてから192戦目に3勝目を挙げるまで150連敗 |
| 150連敗   | モエレラグジー              | 牝 | 水沢      | 2003年 | 2010年      | 159戦    | 2勝      | 3戦目に初勝利を挙げてから154戦目に2勝目を挙げるまで150連敗 / コスモレグノ・ビートマグナム・ハイフレンドバトル・アルファトミー・キサナドゥー・サウスウィズダム・ダイワアンデス・マカロン・オースティンと同馬主                     |
| 149連敗   | イガノソレイケ              | 牡 | 金沢      | 2003年 | 2014年      | 159戦    | 2勝      | 10戦目に2勝目を挙げて以降149連敗 / サムライロードと同馬主同厩舎、ゴートゥームーブと同厩舎 |
| 149連敗   | スズランクリーク            | 牝 | 笠松      | 2005年 | 2016年      | 236戦    | 5勝      | 87戦目に5勝目を挙げて以降149連敗 / オグリウインザーと同厩舎 |
| 148連敗   | アイエスリリー              | 牝 | 笠松      | 1999年 | 2010年      | 281戦    | 2勝      | 133戦目に2勝目を挙げて以降148連敗 / ゴールドカープと同厩舎 |
| 148連敗   | ブライダルダンサー          | 牝 | 門別      | 2012年 | 2020年      | 148戦    | 0勝      | ダンスセイバーと同馬主同厩舎、キングテースト・トサノカオリ・ライデンエンパイヤと同厩舎 |
| 147連敗   | ミールマオ                  | 牝 | 名古屋    | 2004年 | 2012年      | 155戦    | 1勝      | 8戦目に初勝利を挙げて以降147連敗 |
| 146連敗   | ドリームアミーゴ            | 牝 | 名古屋    | 1998年 | 2006年      | 171戦    | 3勝      | 25戦目に3勝目を挙げて以降146連敗 |
| 146連敗   | アローエンデバー            | 牝 | 園田      | 2002年 | 2011年      | 171戦    | 2勝      | 147戦目に初勝利 / アースと同厩舎 |
| 143連敗   | ハイフレンドバトル          | 牝 | 金沢      | 2003年 | 2014年      | 176戦    | 1勝      | 33戦目に初勝利を挙げて以降143連敗 / コスモレグノ・ビートマグナム・モエレラグジー・アルファトミー・キサナドゥー・サウスウィズダム・ダイワアンデス・マカロン・オースティンと同馬主                                                  |
| 143連敗   | タケデンマイルド            | 牝 | 船橋      | 2007年 | 2016年      | 143戦    | 0勝      | |
| 142連敗   | アイオライト                | 牡 | 高知      | 2007年 | 2013年      | 148戦    | 1勝      | 6戦目に初勝利を挙げて以降142連敗 / スピードオーバー・キャニオンノーブル・ミックスモーションと同厩舎 |
| 141連敗   | ブラックハーロック          | 牡 | 名古屋    | 2000年 | 2007年      | 141戦    | 0勝      | 「ハルウララ超え」 / ニシキディオールと同馬主、エロスと同厩舎 |
| 141連敗   | サクラチャーム              | 牝 | 佐賀      | 2004年 | 2013年      | 173戦    | 8勝      | 23戦目に5勝目を挙げてから165戦目に6勝目を挙げるまで141連敗 / パドマーワトと同厩舎 |
| 141連敗   | アルファトミー              | 牡 | 名古屋    | 2004年 | 2015年      | 203戦    | 5勝      | 62戦目に5勝目を挙げて以降141連敗 / コスモレグノ・ビートマグナム・キサナドゥーと同馬主同厩舎、モエレラグジー・ハイフレンドバトル・サウスウィズダム・ダイワアンデス・マカロン・オースティンと同馬主                                 |
| 141連敗   | ニーナピルエット            | 牝 | 高知      | 2010年 | 2016年      | 141戦    | 0勝      | パラダイスゲスト・シンボリメルケル・メイショウサソリザ・ハルウララと同厩舎 |
| 140連敗   | シャッフル                  | 牝 | 西脇      | 2000年 | 2007年      | 140戦    | 0勝      | 「ハルウララ超え」 |
| 140連敗   | ニシキディオール            | 牝 | 名古屋    | 2001年 | 2008年      | 140戦    | 0勝      | ブラックハーロックと同馬主 |
| 140連敗   | キャニオンノーブル          | 牡 | 高知      | 1997年 | 2006年      | 155戦    | 2勝      | 15戦目に2勝目を挙げて以降140連敗 / スピードオーバー・アイオライト・ミックスモーションと同厩舎 |
| 139連敗   | キサナドゥー                | 牝 | 名古屋    | 2013年 | 2021年      | 163戦    | 2勝      | 24戦目に2勝目を挙げて以降139連敗 / コスモレグノ・ビートマグナム・アルファトミーと同馬主同厩舎、モエレラグジー・ハイフレンドバトル・サウスウィズダム・ダイワアンデス・マカロン・オースティンと同馬主                               |
| 138連敗   | ヒミコウインク              | 牡 | 名古屋    | 2000年 | 2008年      | 212戦    | 2勝      | 74戦目に2勝目を挙げて以降138連敗 / アタリと同厩舎 |
| 138連敗   | オーガニックライフ          | 牝 | 高知      | 2008年 | 2018年      | 238戦    | 6勝      | 100戦目に6勝目を挙げて以降138連敗 |
| 138連敗   | ヒカルアヤノヒメ            | 牝 | 名古屋    | 2004年 | 2023年      | 317戦    | 14勝     | 179戦目に14勝目を挙げて以降138連敗 / 日本最高齢出走記録保持馬、2023年11月の死亡時点で日本最高齢現役競走馬 / オーサンツヨシと同厩舎                                                                                                |
| 138連敗   | ヒルノオークランド          | 牡 | 笠松      | 2015年 | 2024年      | 138戦    | 0勝      | うち中央6戦0勝 |
| 136連敗   | クラベストダンサー          | 牝 | 門別      | 2000年 | 2018年      | 210戦    | 7勝      | 74戦目に7勝目を挙げて以降136連敗 / 元・日本最高齢出走記録保持馬とされる |
| 136連敗   | クロックマダム              | 牝 | 名古屋    | 2010年 | 2018年      | 142戦    | 1勝      | 6戦目に初勝利を挙げて以降136連敗 / ウイングラウベンと同馬主、セイウンカラットと同厩舎 |
| 135連敗   | コウジンソワカ              | 牡 | 荒尾      | 1998年 | 2008年      | 136戦    | 1勝      | 中央競馬のデビュー戦で新馬勝ちして以降135連敗 / エンゼルティアラと同厩舎 |
| 135連敗   | パラダイスゲスト            | 牝 | 高知      | 2004年 | 2012年      | 233戦    | 8勝      | 98戦目に8勝目を挙げて以降135連敗 / ニーナピルエット・シンボリメルケル・メイショウサソリザ・ハルウララと同厩舎 |
| 134連敗   | トーホウボンバー            | 牡 | 名古屋    | 2011年 | 2020年      | 161戦    | 7勝      | 27戦目に7勝目を挙げて以降134連敗 |
| 134連敗   | チャオコーリー              | 牝 | 水沢      | 2017年 | 現役        | 134戦    | 0勝      | うち中央10戦0勝 |
| 133連敗   | サウスウィズダム            | 牡 | 高知      | 2009年 | 2015年      | 175戦    | 1勝      | 134戦目に初勝利 / コスモレグノ・ビートマグナム・モエレラグジー・ハイフレンドバトル・アルファトミー・キサナドゥー・ダイワアンデス・マカロン・オースティンと同馬主                                                                  |
| 133連敗   | コスモアリーナ              | 牡 | 金沢      | 2010年 | 2022年      | 224戦    | 4勝      | 91戦目に4勝目を挙げて以降133連敗 |
| 132連敗   | ヒカルミヨギ                | 牡 | 札幌      | 1996年 | 2006年      | 184戦    | 4勝      | 52戦目に4勝目を挙げて以降132連敗 / マックワンヒーローと同厩舎 |
| 129連敗   | メイプルキュート            | 牝 | 船橋      | 2011年 | 2019年      | 129戦    | 0勝      | 「ハルウララ超え」 |
| 129連敗   | メイショウサソリザ          | 牝 | 高知      | 2017年 | 現役        | 129戦    | 0勝      | うち中央3戦0勝 / シンボリメルケルと同馬主同厩舎、ニーナピルエット・パラダイスゲスト・ハルウララと同厩舎 |
| 128連敗   | モリユウコモ                | 牡 | 宇都宮    | 1996年 | 2005年      | 178戦    | 2勝      | 6戦目に初勝利を挙げてから135戦目に2勝目を挙げるまで128連敗 |
| 128連敗   | シンボリメルケル            | 牝 | 高知      | 2013年 | 2020年      | 128戦    | 0勝      | うち中央5戦0勝 / メイショウサソリザと同馬主同厩舎、ニーナピルエット・パラダイスゲスト・ハルウララと同厩舎 |
| 127連敗   | マックワンヒーロー          | 牡 | 札幌      | 1997年 | 2005年      | 149戦    | 1勝      | 22戦目に初勝利を挙げて以降127連敗 / ヒカルミヨギと同厩舎 |
| 127連敗   | ラブリーラブ                | 牝 | 佐賀      | 2000年 | 2008年      | 127戦    | 0勝      | |
| 126連敗   | ミックスモーション (アラブ) | 牝 | 高知      | 1998年 | 2009年      | 245戦    | 4勝      | 103戦目に3勝目を挙げてから230戦目に4勝目を挙げるまで126連敗 / スピードオーバー・アイオライト・キャニオンノーブルと同厩舎 |
| 126連敗   | ゴートゥームーブ            | 騸 | 金沢      | 1999年 | 2009年      | 127戦    | 1勝      | デビュー戦で勝利を挙げて以降126連敗 / イガノソレイケ、サムライロードと同厩舎 |
| 126連敗   | ツルマルダイオー            | 牡 | 浦和      | 2001年 | 2009年      | 157戦    | 5勝      | 31戦目に5勝目を挙げて以降126連敗 / ハクホークインと同厩舎 |
| 125連敗   | オグリウインザー            | 牡 | 笠松      | 2003年 | 2011年      | 132戦    | 2勝      | 7戦目に2勝目を挙げて以降125連敗 / スズランクリークと同厩舎 |
| 125連敗   | マイネオードリー            | 牡 | 名古屋    | 2003年 | 2012年      | 165戦    | 2勝      | 40戦目に2勝目を挙げて以降125連敗 / ギンブラ・ミスターキセキと同厩舎 |
| 125連敗   | ニシノチャステティ          | 牝 | 浦和      | 2011年 | 2020年      | 142戦    | 1勝      | 17戦目に初勝利を挙げて以降125連敗 / 馬主がハクホークインとツルマルダイオーの調教師 |
| 124連敗   | ユートエブロス              | 牡 | 宇都宮    | 1994年 | 2003年      | 136戦    | 6勝      | 12戦目に6勝目を挙げて以降124連敗 / しもつけさつき賞優勝、北関東ダービー2着 |
| 123連敗   | ダイワアンデス              | 騸 | 笠松      | 1998年 | 2009年      | 152戦    | 3勝      | 29戦目に3勝目を挙げて以降123連敗 / コスモレグノ・ビートマグナム・モエレラグジー・ハイフレンドバトル・アルファトミー・キサナドゥー・サウスウィズダム・マカロン・オースティンと同馬主、マイネアトリーチェ・ナイキアンジェラと同厩舎 |
| 123連敗   | マイネルバルビゾン          | 牡 | 高知      | 2009年 | 現役        | 260戦    | 23勝     | 137戦目に23勝目を挙げて以降123連敗 / 岩鷲賞勝ち馬 |
| 122連敗   | オウカヒメ                  | 牝 | 園田      | 2001年 | 2009年      | 122戦    | 0勝      | カンムリホルダーと同厩舎 |
| 122連敗   | マカロン                    | 牝 | 盛岡      | 2005年 | 2011年      | 139戦    | 1勝      | 17戦目に初勝利を挙げて以降122連敗 / コスモレグノ・ビートマグナム・モエレラグジー・ハイフレンドバトル・アルファトミー・キサナドゥー・サウスウィズダム・ダイワアンデス・オースティンと同馬主                                        |
| 122連敗   | チーフコンダクター          | 牡 | 名古屋    | 2013年 | 2020年      | 145戦    | 1勝      | 23戦目に初勝利を挙げて以降122連敗 / リージュ・ウインイルソーレと同厩舎 |
| 121連敗   | ウインイルソーレ            | 牡 | 名古屋    | 2011年 | 2021年      | 150戦    | 2勝      | 29戦目に2勝目を挙げて以降121連敗 / 中央重賞出走歴あり（函館2歳S・新潟JS・中山大障害） / リージュ・チーフコンダクターと同厩舎 |
| 120連敗   | トサノカオリ                | 牝 | 門別      | 1998年 | 2005年      | 120戦    | 0勝      | ライデンエンパイヤと同馬主同厩舎、ダンスセイバー・キングテースト・ブライダルダンサーと同厩舎 |
| 120連敗   | サプライズアゲン            | 牝 | 金沢      | 2002年 | 2013年      | 147戦    | 2勝      | 27戦目に2勝目を挙げて以降120連敗 |
| 120連敗   | エルサ                      | 牝 | 水沢      | 2013年 | 2021年      | 120戦    | 0勝      | |
| 119連敗   | ギンブラ                    | 牝 | 名古屋    | 2002年 | 2012年      | 218戦    | 6勝      | 41戦目に4勝目を挙げてから161戦目に5勝目を挙げるまで119連敗 / ミスターキセキと同馬主同厩舎、マイネオードリーと同厩舎 |
| 118連敗   | ペアーハンター              | 牡 | 金沢      | 1998年 | 2005年      | 118戦    | 0勝      | |
| 118連敗   | ベイシティキング            | 牡 | 高知      | 2004年 | 2011年      | 157戦    | 2勝      | 39戦目に2勝目を挙げて以降118連敗 |
| 118連敗   | メイショウハヤテ            | 牡 | 名古屋    | 2001年 | 2013年      | 267戦    | 6勝      | 149戦目に6勝目を挙げて以降118連敗 |
| 118連敗   | エムテイハチマン            | 牝 | 高知      | 2006年 | 2013年      | 150戦    | 4勝      | 32戦目に4勝目を挙げて以降118連敗 / ローズフラッシュと同馬主同厩舎 |
| 118連敗   | パドマーワト                | 牝 | 佐賀      | 2018年 | 現役        | 118戦    | 0勝      | 「ハルウララの記録を更新」 / サクラチャームと同厩舎 |
| 117連敗   | ペプチドウインド            | 牡 | 高知      | 2010年 | 2020年      | 147戦    | 3勝      | 30戦目に3勝目を挙げて以降117連敗 |
| 117連敗   | サムライロード              | 牡 | 金沢      | 2015年 | 2023年      | 126戦    | 1勝      | 9戦目に初勝利を挙げて以降117連敗 / イガノソレイケと同馬主同厩舎、ゴートゥームーブと同厩舎 |
| 116連敗   | ホクシンボーイ (アラブ)     | 牡 | 西脇      | 1991年 | 2000年      | 148戦    | 7勝      | 117戦目に初勝利 |
| 116連敗   | フィールドイレブン          | 牡 | 笠松      | 2003年 | 2011年      | 132戦    | 3勝      | 16戦目に3勝目を挙げて以降116連敗 / ナイキアンジェラと同馬主 |
| 116連敗   | テンシノキス                | 牝 | 福山      | 2004年 | 2012年      | 163戦    | 4勝      | 47戦目に4勝目を挙げて以降116連敗 |
| 116連敗   | ミスターキセキ              | 牡 | 名古屋    | 2003年 | 2013年      | 199戦    | 8勝      | 83戦目に8勝目を挙げて以降116連敗 / ギンブラと同馬主同厩舎、マイネオードリーと同厩舎 |
| 115連敗   | オースティン                | 牝 | 笠松      | 2012年 | 2020年      | 158戦    | 4勝      | 43戦目に4勝目を挙げて以降115連敗 / コスモレグノ・ビートマグナム・モエレラグジー・ハイフレンドバトル・アルファトミー・キサナドゥー・サウスウィズダム・ダイワアンデス・マカロンと同馬主                                             |
| 115連敗   | ウイングラウベン            | 牡 | 園田      | 2013年 | 2021年      | 127戦    | 2勝      | 12戦目に2勝目を挙げて以降115連敗 / クロックマダムと同馬主 |
| 115連敗   | ナカザルオー                | 騸 | 笠松      | 2010年 | 2023年      | 252戦    | 7勝      | 115戦目に6勝目を挙げてから231戦目に7勝目を挙げるまで115連敗 / ステージダンシングと同厩舎 |
| 114連敗   | アマノカワ (アラブ)         | 牝 | 名古屋    | 1995年 | 2001年      | 114戦    | 0勝      | |
| 114連敗   | ユウシンアジェル (アラブ)   | 牝 | 上山      | 1994年 | 2003年      | 132戦    | 3勝      | 18戦目に3勝目を挙げて以降114連敗 |
| 114連敗   | ローズフラッシュ            | 牡 | 高知      | 1996年 | 2005年      | 126戦    | 2勝      | 12戦目に2勝目を挙げて以降114連敗 / エムテイハチマンと同馬主同厩舎 |
| 114連敗   | ライデンエンパイヤ          | 牡 | 門別      | 2000年 | 2007年      | 114戦    | 0勝      | トサノカオリと同馬主同厩舎、ダンスセイバー・キングテースト・ブライダルダンサーと同厩舎 |
| 114連敗   | エロス                      | 牝 | 名古屋    | 1999年 | 2007年      | 157戦    | 3勝      | 43戦目に3勝目を挙げて以降114連敗 / ブラックハーロックと同厩舎 |
| 114連敗   | トップクレンリー            | 牡 | 水沢      | 2003年 | 2010年      | 117戦    | 1勝      | 3戦目に初勝利を挙げて以降114連敗 |
| 113連敗   | ハルウララ                  | 牝 | 高知      | 1996年 | 2004年      | 113戦    | 0勝      | ニーナビルエット・パラダイスゲスト・シンボリメルケル・メイショウサソリザと同厩舎 |
| 113連敗   | グットライアン              | 牝 | 荒尾      | 1995年 | 2006年      | 184戦    | 9勝      | 71戦目に9勝目を挙げて以降113連敗 |
| 113連敗   | ステージダンシング          | 牡 | 笠松      | 2005年 | 2012年      | 113戦    | 0勝      | うち中央5戦0勝 / ナカザルオーと同厩舎 |
| 113連敗   | アース                      | 牝 | 園田      | 2008年 | 2019年      | 226戦    | 3勝      | 49戦目に2勝目を挙げてから163戦目に3勝目を挙げるまで113連敗 / アローエンデバーと同厩舎 |

このように、ハルウララの通算113連敗は2024年時点ではそれほど上位の記録ではなくなっており、2004年当時でも日本歴代2位の記録であったかどうか疑わしい。しかし他の連敗馬についての報道で、ハルウララが引き合いに出されたり、「ハルウララ超え」などと形容されたりすることは、その後もしばしば見受けられる（例えばなど）。またハルウララを2021年時点でも「日本競馬界歴代2位の連敗記録」だとする報道や、2025年に114敗目を記録した競走馬のことを「ハルウララの記録を更新」と形容する報道など、事実と異なる不正確な言及も見られる。

### 日本国外
同時期の日本国外の未勝利連敗馬に、通算100戦0勝のアメリカのジッピーチッピーがいた。「ハルウララブーム」の節で述べたように、ブームの仕掛人である橋口浩二は、ジッピーチッピーを念頭に置いてハルウララを売り出している。
他に話題となった未勝利連敗馬には、通算103戦0勝のイギリスの障害競走馬Quixall Crossettや、通算135戦0勝のプエルトリコのDona Chepa、124戦0勝のオーストラリアのOuroeneなどがいる。またアメリカの繋駕速歩競走馬のTreboh Joeは、未勝利馬ではないものの（通算247戦1勝）、引退まで236連敗を記録して話題となった。